# Остаточне розв'язання єврейського питання
Остаточне розв'язання єврейського питання (нім. Endlösung der Judenfrage) — політика уряду Третього Рейху по відношенню до євреїв. Під евфемізмом «остаточне розв'язання» розумілося «очищення Європи від євреїв». Після початку Другої світової війни під цим терміном малося на увазі масове знищення єврейського населення Європи. Це рішення було логічним продовженням расового антисемітизму німецьких націонал-соціалістів.

## Історія питання
Єврейське питання як тема співіснування євреїв і неєвреїв існувало і існує тривалий час. У різний час різні політики пропонували різні шляхи його розв'язання. Рауль Хільберг розглядав політику нацистів як продовження християнського антисемітизму:

Християнські місіонери говорили нам (євреям), по суті, таке: ви не маєте права жити серед нас як євреї. Ті, що прийшли їм на зміну, світські правителі, проголосили: ви не маєте права жити серед нас. Нарешті, німецькі нацисти ухвалили: ви не маєте права жити … Отже, нацисти не відкинули минуле, вони ґрунтувалися на ньому. Не вони розпочали цей процес, вони лише завершили його.
Вперше термін «остаточне розв'язання» стосовно євреїв майбутній фюрер Німеччини Адольф Гітлер застосував в 1919 році в листі командуванню німецької армії. Гітлер пише, що євреїв, яких він вважає «расово неповноцінними», необхідно обмежити в правах, і закликає до розробки спеціального закону про інородців. «Кінцева мета цього закону — остаточне розв'язання єврейського питання». На думку Саула Фридлендера, лист свідчить, що ця проблема захопила Гітлера ще в юності.

## Примусова еміграція
На початковому етапі політика нацистів була спрямована на масову примусову еміграцію євреїв з підконтрольних ним країн. 24 листопада 1938 в газеті СС «Das Schwarze Korps» в статті «Євреї — що далі?» (нім. «Juden, was nun») було написано:
| План ясний: остаточне відділення, повне відсікання. Що це означає? Це означає — видалити євреїв не тільки зі сфери економіки німецького народу … Це значить набагато більше! Жоден німець не повинен жити під одним дахом з євреями. Оригінальний текст (нім.) Das Programm ist klar. Es lautet: völlige Ausscheidung, restlose Trennung! Was bedeutet das? Das bedeutet nicht nur die Ausschaltung der Juden aus der deutschen Volkswirtschaft <...> Das bedeutet viel mehr! Es kann keinem Deutschen zugemutet werden, dass er länger mit Juden unter einem Dache lebt. |

До початку Другої світової війни Німеччину, Австрію і Чехословаччину залишило від 350 000 до 400 000 євреїв. З 235 000 єврейських іммігрантів в Палестині з 1932 по 1939 роки приблизно 60 000 були німецькими євреями.

## Рішення про перехід до масового знищення
Одним з ключових дискусійних питань історії Голокосту є форма і час ухвалення рішення про масове знищення євреїв. Багато років триває наукова дискусія між так званими «функціоналістами» і «інтенціоналістами»: чи був Голокост результатом початкових намірів Гітлера винищити євреїв чи розвивався поступово — від антисемітської пропаганди, через окремі акції, до масового, але спочатку незапланованого знищення

Ще 30 січня 1939 року Гітлер, виступаючи в рейхстазі, сказав, що:
...якщо міжнародні єврейські фінансисти в Європі та за її межами зуміють ще раз втягнути народи у світову війну, то результатом війни буде не більшовизація світу, а отже, тріумф єврейства, але знищення єврейської раси в Європі […].
Конкретний документ, який свідчить про точну дату ухвалення рішення про масове знищення євреїв, не зберігся. Тим не менш, частина істориків впевнені, що такий документ існував і був прийнятий навесні або на початку літа 1941 року. Зокрема, професор Дан Міхаман вважає, що це міг бути усний секретний указ Гітлера. Вони посилаються на німецького історика Мартіна Брошата (англ.), який досліджує систему управління Німеччиною в книзі «Держава Гітлера». Такі укази Гітлер почав ухвалювати незабаром після початку Другої світової війни. Аналогічної думки дотримується історик Гельмут Краузнік. Інші вчені (зокрема Рауль Хільберга і сам Мартін Брошат) вважають, що такий документ з'явився набагато пізніше або не існував зовсім, однак така позиція не означає заперечення ними німецької політики масового геноциду євреїв.
На думку Міхмана, до рішення про масове знищення євреїв нацистів привела окупація Польщі, єврейське населення якої перевищувало 3 млн осіб. Відмова від ідеї еміграції розпочалася вже восени 1940 року. Вольфганг Бенц, посилаючись на пункт «Розв'язання єврейського питання» відносно недавно знайденого документа, датованого груднем 1940 року, трактує його як рішення про знищення 5 800 000 євреїв. Петер Лонгер вважає, що незважаючи на масові розстріли в 1941 році, перехід до поголовного знищення почався тільки наприкінці весни 1942 року. Однак Крістофер Браунінг (англ.) вважає, що рішення про перехід від планів переселення до планів тотального знищення було ухвалене у вересні-жовтні 1941 року. Браунінг впевнений, що це рішення було прийнято не в стані озлоблення від краху плану блискавичної війни наприкінці 1941 — на початку 1942 року, а в стані ейфорії від успіхів після взяття Києва, а також оточення радянських військ під Брянськом і Вязьмою. Він вказує на пряму кореляцію між німецькими перемогами на фронтах і радикалізацією нацистської расової політики. Браунінг пише, що в цей період можна виділити 4 ключові дати зміни нацистської політики:
- 18 вересня Гіммлер декларував негайну депортацію євреїв з території Рейху — чого раніше, в період війни, не відбувалося;
- 15 жовтня перший «юдентранспорт» відправився в Ліцманнштадт;
- 18 жовтня була заборонена єврейська еміграція;
- 1 листопада розпочалося будівництво табору смерті Белжець.

Браунінг вважає, що збіг цих подій у часі говорить про «вирішальний поворот у нацистській політиці стосовно євреїв — про перехід від плану виселення євреїв до плану їх систематичного тотального знищення».
А Гернхард Вайнберг вважає, що вся Друга світова війна була затіяна Гітлером заради «демографічної революції», ключове місце в якій займала ідея повного знищення євреїв — у всьому світі, а не тільки в Європі.

## Масове знищення

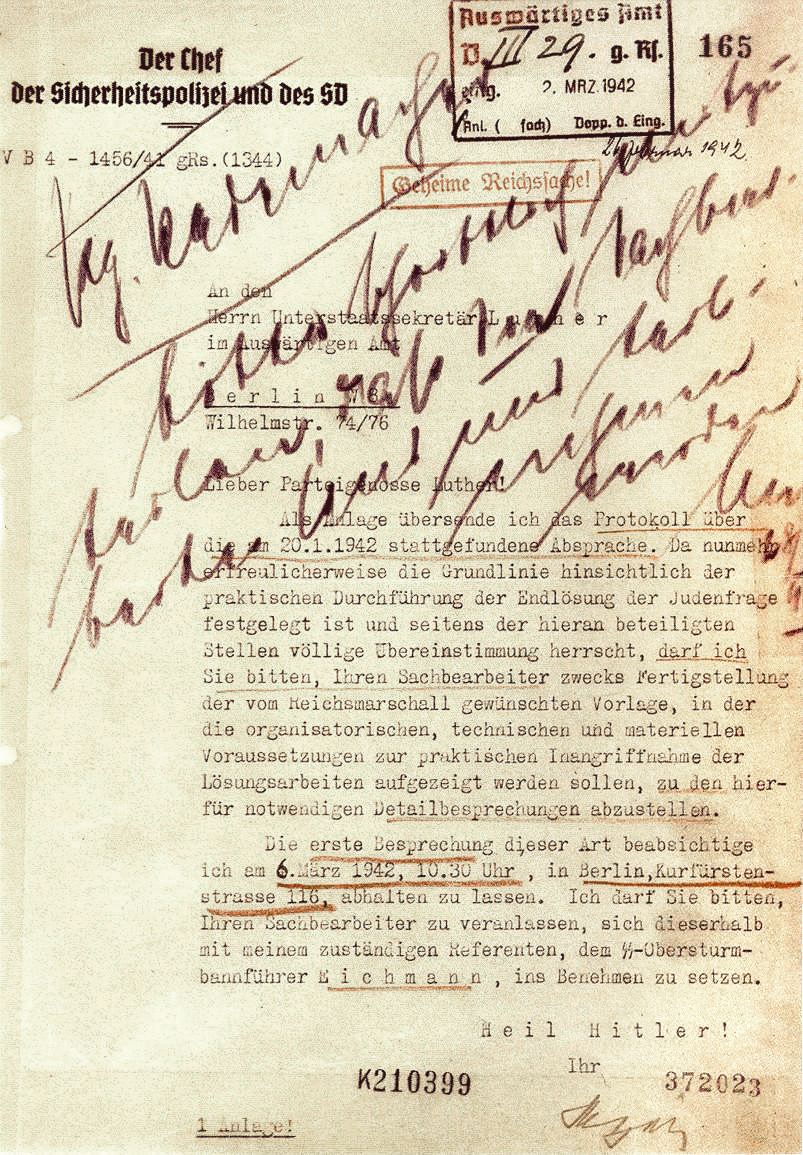
Лист Рейнхарда Гейдріха німецькому дипломату Мартіну Лютеру з приводу «остаточного рішення». 26 лютого 1942

Після нападу Німеччини на СРСР 22 червня 1941 року підрозділи СС, поліція і айнзатцгрупи почали знищення радянських євреїв шляхом масових розстрілів. Восени 1941 року для знищення стали використовувати газенвагени — автомобілі, кузов яких був призначений для отруєння пасажирів чадним газом.
Восени 1941 року Генріх Гіммлер доручив генералу Оділо Глобочніку почати знищення євреїв на території генерал-губернаторства. В рамках цього плану було розпочато будівництво трьох концтаборів, призначених для знищення ув'язнених: Белжець, Собібор і Треблінка. Після загибелі в травні 1942 року в Чехії Рейнхарда Гейдріха цей план отримав назву «Операція Рейнхард».
Підсумкове рішення про детальну програму масового знищення було прийнято 20 січня 1942 року на конференції в Ванзеє.
Надалі як табір смерті слугував також концтабір Майданек, а навесні 1942 за наказом Гіммлера табір Освенцим II (Аушвіц-Біркенау) також був перепрофільований у табір знищення. В Освенцимі було знищено близько 1,3 мільйона ув'язнених, у тому числі приблизно 1,1 мільйона євреїв. Всього в таборах смерті загинуло 2,7 мільйона євреїв.

## Результати
Результатом політики «остаточного розв'язання єврейського питання» стала загибель приблизно 6 мільйонів євреїв Європи. Зусиллями ізраїльського Музею Катастрофи і героїзму Яд Вашем 4 000 000 жертв ідентифіковані персонально. У результаті нацистського геноциду прийшла в занепад і згасла культура ідиш, як спосіб життя східноєвропейського єврейства і сприйняття нею навколишнього світу. Разом з тим ці події призвели до підйому національної самосвідомості євреїв в різних країнах. Це допомогло мобілізувати євреїв і дало нове дихання сіоністському руху, що незабаром привело до утворення Держави Ізраїль на їх історичній батьківщині в Палестині.

## Історичні паралелі

### «Що Росія мусить зробити з Україною»
26.02.2022 року на сайті російського інформаційного агентства РИА Новости з'явився матеріал колумніста Петра Акопова під назвою «Наступление России и нового мира». Після негативної реакції в Інтернеті матеріал із сайту зник, але зберігся у вебархіві. У тексті автор пише про «русскій мір», представлений Росією, Україною та Білоруссю, та зазначає, що "Володимир Путін взяв на себе історичну відповідальність, вирішивши не лишати вирішення українського питання майбутнім поколінням.